# Jackass Forever
Jackass Forever (stilizzato come jackass fore♥er ) è un film del 2022 diretto da Jeff Tremaine.
Il regista è anche coproduttore, insieme a Spike Jonze e Johnny Knoxville, ed è stato distribuito dalla Paramount Pictures. È il quarto capitolo principale della serie di film Jackass, dopo Jackass 3D (2010). Il film è interpretato dai membri originali di Jackass Knoxville, Steve-O, Dave England, Wee Man, Danger Ehren, Chris Pontius, Preston Lacy, nuovi arrivati nella troupe di Jackass e ospiti famosi.
Jackass Forever è stato presentato in anteprima al Chinese Theatre di Hollywood, in California, il 1 febbraio 2022, ed è stato distribuito nelle sale il 4 febbraio. Il film è stato ben accolto dalla critica, molti lo considerano il miglior film del franchise. È stato anche un successo commerciale, incassando oltre $ 80 milioni in tutto il mondo contro un budget di $ 10 milioni.
Come per le precedenti pellicole anche questo quarto capitolo sono state registrate delle scene inedite che sono state inserite separatamente in Jackass 4.5 e pubblicato su Netflix il 20 maggio 2022.

## Trama
Jackass Forever è una raccolta di acrobazie, scenette e scherzi intrecciati con teste parlanti sul set con il suo cast. Il film inizia con un omaggio al cinema kaiju, in quella che sembra essere una città invasa da un gigantesco mostro verde. In realtà, è il pene di Chris Pontius dipinto di verde su un piccolo set di una città intercalata con i membri del cast che corrono attraverso un set a grandezza naturale della stessa città. L'introduzione si conclude con il "mostro" morso da una tartaruga azzannatrice e l'introduzione di Johnny Knoxville, "Ciao, sono Johnny Knoxville, benvenuto a Jackass!"
Molte delle acrobazie e delle scene rappresentate delle prove in cui ogni membro utilizza parti del proprio corpo per effettuarle. I nuovi arrivati sono anche presenti in molte delle acrobazie e degli scherzi, tra cui Poopies che combatte contro un serpente dei topi del Texas, Zach Holmes che scivola giù in un letto di cactus, Jasper Dolphin che viene colpito da una rampa da grandi ventilatori industriali mentre tiene un paracadute, Eric Manaka andando in bicicletta a tutta velocità contro un falso muro e Rachel Wolfson con uno scorpione che le punge le labbra.
L'ultima acrobazia, Vomitron, vede Zach, Dave, Eric, Poopies, Steve-O e Jasper che bevono latte mentre sono legati a una giostra ad alta velocità. Quando iniziano a vomitare, Knoxville e il resto del cast iniziano un attacco che coinvolge pistole da paintball, una macchina da tennis ed esplosioni multiple. Dopo aver assicurato che l'acrobazia è finita, si scatena una grande esplosione, che sorprende le vittime dell'acrobazia.

## Produzione

### Sviluppo
Nel 2018, Johnny Knoxville ha dichiarato di essere disposto a realizzare un quarto film di Jackass che potrebbe presentare alcuni nuovi membri del cast, "solo per portare un po' di sangue fresco in esso". Ha detto che ha continuato a scrivere idee per acrobazie e che "una tonnellata" è stata messa da parte se il progetto avesse ricevuto il via libera . Nel luglio 2019, l'ex membro del cast Chris Raab ha detto di aver intervistato la troupe di Jackass nel suo podcast Bathroom Break e di aver notato che tutti erano ancora aperti a un quarto film se Knoxville, Jeff Tremaine e Spike Jonze fossero d'accordo. Alla fine del 2019, Knoxville ha incontrato Tremaine e ha pubblicato un documento di 200 pagine di concetti per un quarto film di Jackass . Hanno deciso di filmare per due giorni con l'intero cast per determinare "se si sente ancora bene" per fare Jackass 4 . "Onestamente, dopo soli cinque minuti di riprese, eravamo pronti per impegnarci a fare un film", ha detto Tremaine. Nel settembre 2020, Steve-O si era detto sorpreso che il film "si fosse persino realizzato".
Nel maggio 2021, Knoxville ha dichiarato che il film sarebbe stato il suo ultimo contributo al franchise di Jackass . "Puoi solo correre così tante possibilità prima che accada qualcosa di irreversibile", ha detto Knoxville. "Mi sento come se fossi stato estremamente fortunato a cogliere le possibilità che ho colto e a camminare ancora". Durante la sua apparizione il 12 luglio 2021 al Jimmy Kimmel Live!, Knoxville ha rivelato il titolo del film e ha mostrato le prime foto ufficiali.

### Il licenziamento di Bam Margera
La presenza di Bam Margera nel film era stata fin da subito alquanto incerta, a causa del suo forte abuso di alcol negli ultimi anni, ma Jeff Tremaine alla fine era riuscito a convincere la Paramount ad includerlo nel cast. Tuttavia, l'11 febbraio 2021, Margera ha pubblicato diversi video sul suo account Instagram, in cui ha affermato di aver rotto la sua sobrietà e di essere stato ufficialmente licenziato. Margera ha affermato che la Paramount lo aveva costretto a prendere antidepressivi, a sottoporsi a frequenti test delle urine e a fare il check-in in due strutture di riabilitazione usando i propri soldi. Ha anche espresso disprezzo per Tremaine, Knoxville e Jonze, e come ultima cosa ha chiesto ai suoi fan di boicottare il film, sollecitandoli a inviargli denaro per girare un suo film per competere con Jackass Forever. I video sono stati successivamente rimossi. Il 25 maggio 2021 Tremaine ha presentato un'ordinanza restrittiva temporanea contro Margera a causa delle molestie di quest'ultimo a Tremaine e Knoxville. A Tremaine è stato concesso un ulteriore ordine restrittivo di tre anni, esteso alla moglie e ai figli di Tremaine, dopo che Margera avrebbe inviato minacce di morte alla famiglia. Il 9 agosto 2021, Margera ha intentato una causa contro Knoxville, Jonze, Tremaine, nonché a Paramount Pictures, MTV, Dickhouse Entertainment e Gorilla Flicks, sostenendo di essere stato ingiustamente licenziato dalla produzione del film. Ha anche affermato che il film fa uso dei contributi che ha dato prima del suo licenziamento, di conseguenza ha chiesto un'ingiunzione per l'uscita di ottobre del film. Il 12 gennaio 2022 Knoxville ha detto che una scena girata da Margera rimarrà nel film, nonostante la causa. Le parti in causa sono giunte a un accordo dopo che Bam, il 14 Aprile 2022, ha chiesto di archiviare la causa. I termini dell'accordo rimangono privati.

### Cast
Il cast dei film precedenti ritorna, con l'eccezione del membro originale di Jackass Ryan Dunn, morto nel 2011, ma appare attraverso filmati d'archivio nei titoli di coda e gli rende omaggio.
È il primo film di Jackass a presentare nuovi membri del cast. Bam Margera è stato interrotto dalla produzione nell'agosto 2020, per aver rotto il suo contratto a causa di mandati relativi all'abuso di sostanze. Tuttavia, appare in "The Marching Band", girato prima del suo licenziamento e in filmati d'archivio. Margera ha anche filmato il segmento "Il silenzio degli innocenti" con Steve-O, ma le sue scene non sono state incluse nel montaggio finale. Era anche sullo sfondo di "The Triple Wedgie", ma è stato rimosso per la maggior parte.
Il 25 maggio, Knoxville ha confermato sei nuovi membri del cast: Jasper Dolphin di Loiter Squad e il suo ex padre detenuto Compston "Dark Shark" Wilson; Eric Manaka, che ha avuto un ruolo nel film di Knoxville Action Point ; la cabarettista Rachel Wolfson; Zach Holmes di Troppo stupido per morire ; e il surfista Sean "Poopies" McInerney che era apparso in precedenza nello speciale della Jackass Shark Week. Il progetto è stato inizialmente presentato come un possibile speciale per l'anniversario e in seguito è stato detto al nuovo cast che sarebbe stato un film.

### Riprese
Wee Man ha dichiarato di aver originariamente pianificato di girare in diverse località del mondo, cosa che è stata sventata dalla pandemia di COVID-19 . Ha anche affermato che la Paramount Pictures ha utilizzato Jackass Forever per vedere come gli studi cinematografici avrebbero potuto riprendere le riprese durante la pandemia. Poiché la maggior parte del film è stata girata durante la pandemia di COVID-19, tutti i membri del cast e della troupe hanno dovuto essere testati per COVID-19 ogni giorno delle riprese. Il 6 gennaio 2022, Jeff Tremaine ha dichiarato che tutti i test combinati avevano un costo di "circa oltre ( sic ) un milione di dollari".
Le riprese di prova sono iniziate il 10 dicembre 2019. Durante i due giorni di riprese di prova, lo skateboarder professionista Aaron "Jaws" Homoki si è rotto il polso. Le riprese principali sono iniziate il 3 marzo 2020. Il primo giorno delle riprese, il cast ha lanciato serpenti su Bam Margera nell'oscurità per indurre la sua paura dei serpenti. Due giorni dopo aver ricevuto il via libera, Steve-O e Johnny Knoxville sono stati ricoverati in ospedale. Le riprese erano terminate il 15 marzo 2020, a causa della pandemia di COVID-19, e sono riprese sette mesi dopo, il 18 ottobre 2020, con Dimitry Elyashkevich in qualità di direttore della fotografia.

### Lesioni
Wee Man ha detto che di tutti i film di Jackass, "questo ha fatto più male". Il 15 dicembre 2020, è stato riferito che Knoxville e Steve-O erano stati ricoverati in ospedale a causa di infortuni sul set. Knoxville è stato ferito durante le riprese di un'acrobazia da rodeo nel ranch di Gary Leffew. Dopo essere stato accusato da un toro, ha riportato una costola rotta, un polso rotto, una commozione cerebrale e un'emorragia cerebrale. Steve-O si è rotto la clavicola ma l'acrobazia è stata interrotta. Steve-O ha anche perso entrambe le sopracciglia in un'altra scena che è stata tagliata dal film, ma è stata mostrata in Jackass 4.5. Ehren McGhehey si è rotto il testicolo destro dopo uno dei "Cup Tests". Lo skateboarder professionista Aaron "Jaws" Homoki si è gravemente ustionato la mano destra in un'altra scena tagliata. Anche Dave England si è bruciato la mano destra durante la sequenza di apertura. Zach Holmes ha avuto un'infezione dopo essere scivolato nella macchia di cactus.

## Distribuzione

### Data di uscita
Il 19 dicembre 2019, la Paramount Pictures ha programmato l'uscita del film il 5 marzo 2021. Nell'aprile 2020, la data di uscita è stata posticipata al 2 luglio 2021. Nel luglio 2020, il film è stato nuovamente posticipato al 3 settembre 2021 a causa della pandemia di COVID-19 . Nell'aprile 2021, il film è stato nuovamente posticipato al 22 ottobre 2021. Nel settembre 2021, il film è stato nuovamente posticipato al 4 febbraio 2022. Il film è stato presentato in anteprima mondiale al Chinese Theatre di Hollywood, in California, il 1 febbraio 2022, ed è stato distribuito nelle sale dalla Paramount Pictures il 4 febbraio 2022.

### Divieti
Negli Stati Uniti d'America la MPAA ha classificato il film come vietato ai minori di 17 anni non accompagnati da un adulto per materiale violento e acrobazie pericolose, nudità e linguaggio non adatto.

### Edizione italiana
La direzione del doppiaggio è di Giulia Nofri mentre i dialoghi italiani sono curati da Fausta Fascetti per conto della Laser Digital Film che si è occupata anche della sonorizzazione.

### Edizioni home video
Il film è diventato disponibile su Paramount+ il 22 marzo 2022 e in digitale il 29 marzo 2022, seguito da un'uscita in Blu-ray e DVD il 19 aprile 2022. Le versioni Blu-ray, DVD e digitali includono 40 minuti di filmati aggiuntivi.

## Accoglienza

### Incassi
Il film ha incassato un totale mondiale di 80321411 $.

### Critica
Sull'aggregatore di recensioni Rotten Tomatoes il film riceve il 90% delle recensioni professionali positive con un voto medio di 7,2 su 10 basato su 40 recensioni, mentre su Metacritic ha un punteggio di 74 su 100 basato su 40 recensioni.

## Sequel
Il 3 maggio 2022 è stata annunciata una nuova serie di Jackass, grazie al successo di Jackass Forever. Andrà in onda su Paramount+.